# Isoleon amseli
Isoleon amseli is een insect uit de familie van de mierenleeuwen (Myrmeleontidae), die tot de orde netvleugeligen (Neuroptera) behoort. 
Isoleon amseli is voor het eerst wetenschappelijk beschreven door Hölzel in 1967.